# Округ Ясло
Округ Ясло (нем. Bezirk Jasło, Ясельский уезд, пол. Powiat jasielski) — административная единица коронной земли Королевства Галиции и Лодомерии в составе Австро-Венгрии, существовавшая в 1867—1918 годах. Административный центр — Ясло.
Площадь округа в 1879 году составляла 551,13 км², а население 83 709 человек. Округ насчитывал 154 поселения, организованных в 150 кадастровых муниципалитетов. На территории округа действовало 3 районных суда — в Ясло, Фрыштаке и Жмигруде.
После Первой мировой войны округ вместе со всей Галицией отошёл к Польше.